# Liste der Kulturgüter in Spreitenbach
Die Liste der Kulturgüter in Spreitenbach enthält alle Objekte in der Gemeinde Spreitenbach im Kanton Aargau, die gemäss der Haager Konvention zum Schutz von Kulturgut bei bewaffneten Konflikten, dem Bundesgesetz vom 20. Juni 2014 über den Schutz der Kulturgüter bei bewaffneten Konflikten sowie der Verordnung vom 29. Oktober 2014 über den Schutz der Kulturgüter bei bewaffneten Konflikten unter Schutz stehen.
Objekte der Kategorien A und B sind vollständig in der Liste enthalten, Objekte der Kategorie C fehlen zurzeit (Stand: 1. Januar 2023). Unter übrige Baudenkmäler sind weitere geschützte Objekte zu finden, die in der Bau- und Nutzungsordnung der Gemeinde verzeichnet und nicht bereits in der Liste der Kulturgüter enthalten sind.

## Kulturgüter
| Foto |                                                                               | Objekt                                              | Kat. | Typ | Standort                        | Beschreibung |
| ---- | ----------------------------------------------------------------------------- | --------------------------------------------------- | ---- | --- | ------------------------------- | --- |
| ja   | Datei hochladen · Wikidata zu Moosweg, neolithisches Grab (Q19362387)         | Moosweg, neolithisches Grab KGS-Nr.: 09534          | A    | F   | 671760 / 252655                 | 1997 entdecktes Kollektivgrab der späten Jungsteinzeit (ca. 2500 v. Chr.). Grube mit Grabkammer aus Holz, darüber eine umgebende und überdeckende Holzkonstruktion.                                                                  |
| ja   | Datei hochladen · Wikidata zu Katholische Kirche Cosmas und Damian (Q1979898) | Katholische Kirche Cosmas und Damian KGS-Nr.: 00254 | B    | G   | Kirchstrasse 20 670001 / 252170 | 1903/04 erbaute Saalkirche im neugotischen Stil, nach Plänen von Wilhelm Hector. Kreuzförmiger Grundriss mit einem dreijochigen Langhaus und schmalem Querhau. Nordseitiger Glockenturm mit hohem Spitzhelm.                         |
| ja   | Datei hochladen · Wikidata zu Evangelisch-reformierte Pfarrkirche (Q436431)   | Evangelisch-reformierte Kirche KGS-Nr.: 15786       | B    | G   | Chilegasse 18 669897 / 252217   | 1638 anstelle eines bis ins späte 12. Jahrhunderts zurückreichenden Vorgängerbaus errichtete Kirche. Von der Reformation bis 1903 paritätisch genutzt. Rechteckiges Kirchenschiff mit gleich breitem, dreiseitig schliessendem Chor. |
| ja   | Datei hochladen · Wikidata zu Speicher (Q29580798)                            | Speicher KGS-Nr.: 15787                             | B    | G   | Spycherweg 31 669768 / 252246   | 1587 erbauter Getreidespeicher des Klosters Wettingen. Turmartig hochragender doppelgeschossiger Mauerbau mit Satteldach. Heute Nutzung als Museum.                                                                                  |

## Übrige Baudenkmäler
| ID   | Foto |                                                                | Objekt                               | Typ | Standort                                      | Beschreibung |
| ---- | ---- | -------------------------------------------------------------- | ------------------------------------ | --- | --------------------------------------------- | ------------ |
| 2    | ja   | Datei hochladen · Wikidata zu Wegkreuz beim Motel (Q105998040) | Wegkreuz                             | K   | beim Motel, Landstrasse 140 670793 / 252113   |              |
| 5    | ja   | Datei hochladen                                                | Friedensdenkmal (1945)               | K   | Hostig ob Ratzengasse 669655 / 252175         |              |
| 6    | BW   | Datei hochladen                                                | Pietà                                | K   | Heitersberg 668311 / 251989                   |              |
| 9    | ja   | Datei hochladen                                                | Brunnen                              | K   | Hardrütenen 670983 / 253328                   |              |
| 10   | ja   | Datei hochladen                                                | Polengedenkstein                     | K   | beim Egelsee 669439 / 250821                  |              |
| 909A | ja   | Datei hochladen                                                | Brunnen (1851)                       | K   | Dorfstrasse 98 669601 / 252364                |              |
| 909B | ja   | Datei hochladen                                                | Brunnen (1815)                       | K   | Dorfstrasse 80 669741 / 252314                |              |
| 909C | ja   | Datei hochladen                                                | Brunnen (1851)                       | K   | Dorfstrasse 61 669908 / 252319                |              |
| 909D | ja   | Datei hochladen                                                | Brunnen (1863/2008)                  | K   | Dorfstrasse 45 670006 / 252348                |              |
| 909E | ja   | Datei hochladen                                                | Brunnen (1861)                       | K   | Ratzengasse 3 669932 / 252207                 |              |
| 910A | ja   | Datei hochladen                                                | Friedhofkreuz (um 1900)              | K   | Friedhof 669956 / 252158                      |              |
| 910B | ja   | Datei hochladen                                                | Wegkreuz (20. Jh.)                   | K   | Dorfstrasse 61 669914 / 252313                |              |
|      | ja   | Datei hochladen                                                | Kakadubrunnen von Bruno Weber (1995) | K   | Ziegelei 669616 / 252733                      |              |
|      | ja   | Datei hochladen                                                | Klosterstein                         | K   | Junkholz, bei Weiherstrasse 670623 / 251067   |              |
|      | ja   | Datei hochladen                                                | Klosterstein                         | K   | Junkholz, bei Sandbühlstrasse 671023 / 250656 |              |

Legende: Siehe Legende der Liste der Kulturgüter von nationaler und regionaler Bedeutung. Anstelle der KGS-Nummer wird als Objekt-Identifikator (ID) die Inventar- oder Gebäudenummer in der Bau- und Nutzungsordnung der Gemeinde verwendet.